# Porella fissurata
Porella fissurata är en mossdjursart som beskrevs av Ortmann 1890. Porella fissurata ingår i släktet Porella och familjen Bryocryptellidae. Inga underarter finns listade i Catalogue of Life.